# Nomura-Qualle
Nemopilema nomurai (Syn.: Stomolophus nomurai), auch Nomura-Qualle, ist eine sehr große japanische Quallen-Art. In japanischer Sprache wird sie nach der ehemaligen Provinz Echizen in der Präfektur Fukui als Echizen kurage (エチゼンクラゲ) bezeichnet. Sie ist eine der größten bekannten Quallen.

## Merkmale

Größenvergleich mit einem Taucher

Die Nomura-Qualle erreicht einen Durchmesser von bis zu zwei Metern und ein Gewicht von bis zu 200 Kilogramm. Ihre Tentakel werden bis zu fünf Meter lang. Sie ernährt sich ausschließlich von Plankton.

## Vorkommen
Sie kommen hauptsächlich in Gewässern zwischen China und Japan vor, vor allem aber im Gelben Meer und im Ostchinesischen Meer, wo sie sich vermutlich vermehren.
Während früher nur wenige Exemplare gesichtet wurden, findet man sie heute zu Milliarden vor den japanischen und südchinesischen Küsten. Die Gründe dafür sind unter anderem die Überfischung der Meere, die globale Erwärmung und der Schmutz, der vor Chinas Südküsten in die Meere abgegeben wird. Dass sich die Larven (Planulalarven) der Nemopilema nomurai durch diese Veränderungen schneller entwickeln, ist eine wahrscheinliche, jedoch noch ungeklärte Ursache.
Biologen vermuten, dass die Anzahl dieser Riesenquallen (im April 2009 ca. 20 Milliarden Stück) exponentiell steigt, wenn die beim Fischfang unerwünschten Quallen von den Fischern zunächst getötet und im Anschluss wieder ins Wasser befördert werden, da fast jede weibliche Qualle Millionen von Eiern mit sich trägt, die sich am Meeresboden festsetzen und aus denen nach Befruchtung die Polypen entstehen.

## Gefahren
Bei Menschen verursacht das Sekret, das sie über ihre Nesselzellen absondern, außer starken Schmerzen keine ernsthaften Verletzungen. Es existieren allerdings Berichte, bei denen es zu Lungenödemen (Ansammlung von Flüssigkeit in den Lungen) kam. Aus diesem Grund tragen Fischer, die mit Begegnungen mit diesen Quallen rechnen, Schutzbrillen und -kleidung.

## Probleme
Durch alljährliche Bestandszuwächse kommt es in der japanischen Fischereiindustrie zu großen finanziellen Verlusten, da sich die Nomura-Quallen in den Netzen der Fischer verfangen. Die bereits in den Netzen gefangenen Fische werden durch das hohe Gewicht der Quallen zerquetscht sowie teilweise verschleimt und die Netze reißen unter der Last der Quallen.

## Taxonomie
Die Wissenschaftler M. Omori und M. Kitamura schlugen 2004 vor, den ursprünglichen Namen Nemopilema nomurai Kishinouye, 1922 statt des üblicheren Stomolophus nomurai zu verwenden, da „echizen kurage eindeutig eine Art der Gattung Nemopilema“ ist. Die meisten wissenschaftlichen Artikel folgen seither diesem Vorschlag, während die Medien immer noch von Stomolophus nomurai sprechen.